# Називаєвський район
Називаєвський район (рос. Называевский район) — муніципальне утворення у Омській області.

## Адміністративний устрій
- Називаєвське міське поселення
- Богодуховське сільське поселення
- Большепіщанське сільське поселення
- Большесафонінське сільське поселення
- Жирновське сільське поселення
- Іскровське сільське поселення
- Кисляковське сільське поселення
- Князевське сільське поселення
- Лорис-Меликовське сільське поселення
- Мангутське сільське поселення
- Муравйовське сільське поселення
- Налимовське сільське поселення
- Покровське сільське поселення(інші мови)
- Старинське сільське поселення
- Утинське сільське поселення
- Черемновське сільське поселення